# Piz Palü
Il Piz Palü è una montagna nelle Alpi Retiche occidentali nel Canton Grigioni appartenente al Massiccio del Bernina.

## Descrizione

### Toponimo
Il nome Palü deriva dal latino palus (palude). La cima fu probabilmente chiamata con tale nome derivandolo dal nome di un'alpe, Alpe Palü, che si trova 4 km a est della cima, in territorio di Poschiavo, e che è situata ai bordi di una zona paludosa.

### Conformazione
Il sottogruppo è formato da tre cime: 
- la cima principale o centrale (Muot dal Palü) che nella cartografia svizzera dal 2001 viene indicato essere alto 3901  m s.l.m., mentre prima risultava essere 3.905 m;
- la cima orientale (Piz Palü Orientale), 3.882 m;
- la cima occidentale (Piz Spinas), 3.823 m;

È caratterizzato da tre costoni prominenti e quattro ghiacciai sospesi. È considerata una delle cime più belle delle Alpi Centrali.
La cima si trova a 13 km a sud-est di Pontresina. Il confine di Stato corre dal Pizzo Bellavista, provenendo da occidente, al Piz Spinas fino alla cima centrale. Da qui il confine corre a sud, verso l'Altipiano di Fellaria.
Ai piedi del Piz Palü si trova il lago Palü.

## Le ascensioni
La prima ascensione comprovata alla cima centrale e orientale fu quella dell'inglese K. E. Digby, con Peter Jenny e un portatore nel 1866, per la cresta ovest. Una spedizione del 12 agosto 1835, comprendente Oswald Heer, Mäuli e P. Flury e guidata da Johann Madutz e dal Re del Bernina Gian Marchet Colani, raggiunse probabilmente solo la cima orientale.
La difficile (IV) via che conduce alla cima centrale passando per lo sperone nord, detto sperone Bumiller, fu aperta il 1º settembre 1887 da Hans Bumiller, Martin Schocher, Johann Gross e Christian Zippert.

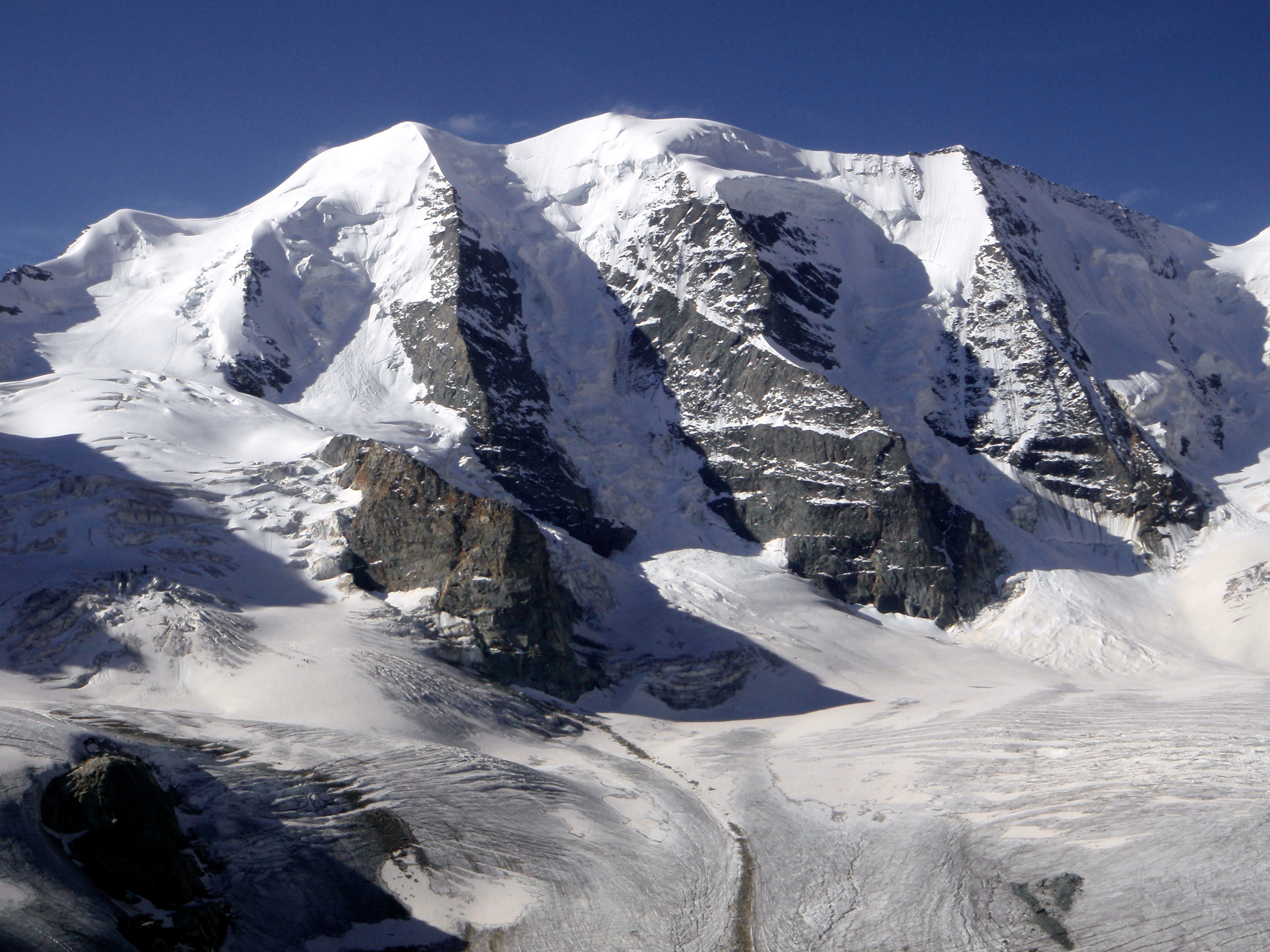
Piz Palü visti dalla Diavolezza

La via normale per scalare il Piz Palü è da nord ed è poco impegnativa, specialmente se si parte dalla Diavolezza che si trova a 3.000 m. Ovviamente sono richiesti corda, ramponi e piccozza in quanto sul ghiacciaio del Pers vi sono molti crepacci. Ci vogliono circa 4 ore per andare dalla Diavolezza fino alla cima centrale, passando per il ghiacciaio del Pers e la cima orientale. Per il ritorno a Diavolezza si può passare dalla Fortezza o verso la capanna Boval sul lato occidentale del ghiacciaio del Morteratsch. Le vie di accesso da sud sono più semplici. Buona base di partenza per escursioni da sud è il rifugio Marco e Rosa del CAI, da cui spesso si parte anche per scalare il Pizzo Bernina.
La parete nord del Piz Palù è una delle più famose delle Alpi, ben caratterizzata da 3 speroni e le relative colate di ghiaccio intermedie. Lo sperone sinistro è noto come Sperone Kuffner ed è il più facile e frequentato dei tre. Scalato nel 1899 da Moritz von Kuffner, Martin Schocher ed Alexander Burgener presenta una scalata in roccia fino al IV+ di circa 480 m. Il secondo sperone, il Bumiller è il più difficile dei tre, ed anche il più vario come arrampicata. Allo stato attuale presenta passi in roccia fino al V+ ed un difficile seracco di uscita inclinato fino a 70°, per circa 800 m durante la prima ascensione venne evitato a destra il primo salto roccioso (come anche oggi è d'uso), il completamento dello sperone fu compiuto nel 1976 da Bellini, Grandi e Nottaris superando difficoltà di V+ e A1. Il terzo sperone è il meno frequentato dei tre e di più lungo approccio, noto come sperone Zieppert, anch'esso scalato nel 1899 da T. Burton-Alexander, Florian Grass e Christian Zieppert. È un itinerario essenzialmente glaciale con passi di III su terreno misto, per 700 m. Altri itinerari sono stati tracciati lungo le seraccate ma sono pericolosi e poco frequentati.

## Filmografia
Il Piz Palü è noto anche per il film muto del 1929 Die weiße Hölle vom Piz Palü (La tragedia di Pizzo Palù) del pioniere dei film di montagna Arnold Fanck e di Georg Wilhelm Pabst, con l'interpretazione di Leni Riefenstahl, e per una citazione nel film del 2009 di Quentin Tarantino, Inglorious Basterds (Bastardi senza gloria).